# Hazel (альбом)
Hazel — студийный альбом американской экспериментальной рок-группы Red Krayola, выпущенный 19 ноября 1996 года на лейбле Drag City.

## Отзывы критиков
| Оценки критиков                   | Оценки критиков |
| Источник                          | Оценка          |
| --------------------------------- | --------------- |
| AllMusic                          | [ 4 ]           |
| Alternative Press                 | [ 5 ]           |
| The Austin Chronicle              | [ 6 ]           |
| The Encyclopedia of Popular Music | [ 7 ]           |
| Entertainment Weekly              | (A-)            |
| Rolling Stone                     | [ 9 ]           |

The Austin Chronicle пишет, что «хотя большая часть Hazel представлена в виде карнавала странных повествований, коротких всплесков гитары/синтезатора и смелых разворотов, такие песни, как „I’m So Blasé“ и „Larking“, передают ту же бесконечную поп-энергию, которой когда-то обладал Крис Белл». Журнал Magnet написал, что альбом обладает «более тонкой, неуловимой странностью, чем предыдущие записи».
Ричи Унтербергер из AllMusic отметил, что «Майо Томпсон выражал недоумение по поводу того, что его работы постоянно относят к категории „причудливых“. Однако Hazel ничего не сделает, чтобы остановить волну этого прилагательного, появляющегося в рецензиях, подобных этой. Red Krayola, похоже, не столько заинтересованы в соединении разрозненных стилей, сколько в их смешении. Так, вы услышите, как томный, луридовский дрон переходит в гитарный паттерн Джона Фейхи, подкреплённый странным женским вокалом, а затем в лёгкую регги-вещь о христианских солдатах, марширующих вперёд. Лирика построена не для того, чтобы донести какую-то мысль, а чтобы отразить ритм и фрагментарность повседневных мыслей и разговоров. Это интересно, но слишком бесстрастно странно, чтобы вызвать страстный отклик».

## Список композиций
| №   | Название                      | Длительность |
| --- | ----------------------------- | ------------ |
| 1.  | «I'm So Blase»                | 2:31         |
| 2.  | «Duck & Cover»                | 1:53         |
| 3.  | «Duke of Newcastle»           | 4:14         |
| 4.  | «Decaf the Planet»            | 2:12         |
| 5.  | «GAO»                         | 3:21         |
| 6.  | «Larking»                     | 3:31         |
| 7.  | «Jimmy Two Bad»               | 3:38         |
| 8.  | «Falls»                       | 4:56         |
| 9.  | «We Feel Fine»                | 2:49         |
| 10. | «5123881»                     | 2:34         |
| 11. | «Hollywood»                   | 1:14         |
| 12. | «Another Song, Another Satan» | 3:01         |
| 13. | «Boogie»                      | 3:58         |
| 14. | «Dad»                         | 3:36         |
| 15. | «Father Abraham»              | 4:14         |
| 16. | «Serenade»                    | 3:28         |